# Ribaforada
Ribaforada – miasto położone w prowincji i we wspólnocie autonomicznej Nawarra, w komarce Tudela której stolicą jest Tudela, w północnej Hiszpanii. Mieszka tu 3669 ludzi. W miejscowości tej istnieje klub piłkarski o nazwie Club Deportivo Ribaforada, grający obecnie w II grupie ligi Preferente de Navarra, czyli na V szczeblu rozgrywek piłkarskich w Hiszpanii.

## Opis
Ribaforada leży na wysokości 266 metrów nad poziomem morza. Jej powierzchnia wynosi 29 km². Oddalona jest o 107 kilometrów od stolicy Nawarry, Pampeluny. Założona została prawdopodobnie w 1157 roku. Patronem Ribaforady jest San Blas. Co roku 24 sierpnia organizowane są tak zwane San Fermines. Ribaforada leży w strefie niebaskofonicznej. Znajduje się tu stadion San Bartolome na którym znajduje się jedna trybuna wzdłuż jednej z linii bocznych boiska o pojemności 240 miejsc (wszystkie siedzące, kryte). Niedaleko znajduje się szkoła podstawowa im. San Bartolome.